# Здравоохранение в Нью-Йорке
В городе Нью-Йорке действует множество медицинских учреждений разной направленности. В 2017 году на медицину города выделили рекордную сумму 2 миллиарда долларов.
Больницы Нью-Йорка

## Система управление медициной в городе
Корпорация здравоохранения и больниц Нью-Йорка (Health and Hospitals Corporation, HHC) управляет государственными больницами и клиниками в Нью-Йорке. Она является крупнейшей муниципальной системой здравоохранения в Соединённых Штатах, обслуживающей 1,4 миллиона пациентов в год, включая более полумиллиона жителей города без медицинской страховки.
HHC была создана в 1969 году Законодательным собранием штата Нью-Йорк как корпорация общественного блага (глава 1016 закона от 1969 года).

## Больницы
Пресвитерианская больница — это большой комплекс в центре города, крупнейшая больница и крупнейший частный работодатель в Нью-Йорке и одна из самых загруженных в мире больниц.

### Лучшие больницы в городе согласно рейтингу U.S. News & World Report[4]
1. NewYork-Presbyterian Hospital
2. NYU Langone Medical Center
3. Mount Sinai Hospital

### Учебные заведения
Нью-Йоркский медицинский университет и колледж. Основан в 1841 году. Входит в состав Нью-Йоркского университета.

## ПандемияКовид-19
В период пандемии Ковид-19 медицинские учреждения работают в усиленном режиме.